# Parque nacional Grasslands
El Parque Nacional Grasslands (en español, de las praderas o pastizales) es un parque nacional de Canadá ubicado en el sur de Saskatchewan, cerca de la frontera con Montana. La ciudad más cercana es Assiniboia. Fue fundado en 1981 y tiene un área de 907 km². 
El parque es parte del sistema de parques nacionales, cuyo objetivo es proteger áreas representativas del país, las treinta y nueve regiones naturales. El parque nacional Grasslands representa a la región de las praderas de pastizales naturales, la protección de una de las restantes zonas de praderas de pastos mixtos inalteradas. El paisaje único y la dureza del clima proporcionan nichos especialmente adaptados para varias plantas y animales. 
Algunas especies raras y en peligro de extinción que se pueden encontrar en el parque incluyen el antílope berrendo, urogallos, tecolote llanero, aguililla real, serpiente de cascabel y el cornudo (Phrynosoma douglassi). En la actualidad, no existen instalaciones para acampar en el parque, aunque se permite la acampada al raso, y hay un centro de interpretación situado en el cercano pueblo de Val Marie. El parque consta de dos secciones separadas ampliamente.